# Ben Bela Böhm

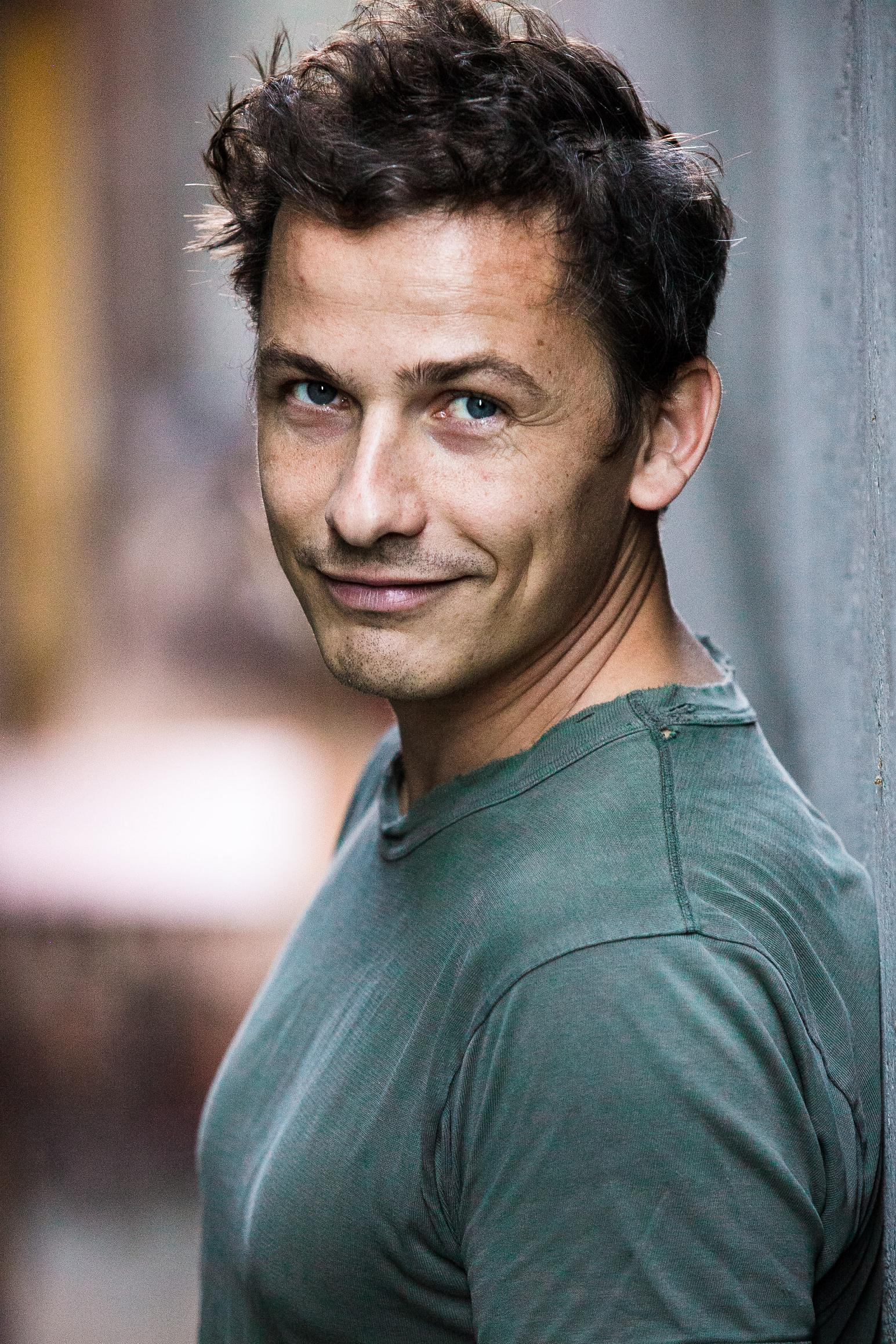
Ben Bela Böhm 2014

Ben Bela Böhm (* 22. Juli 1975 in Gummersbach) ist ein deutscher Schauspieler, Synchronsprecher und Regisseur. Internationale Bekanntheit erlangte er durch eine Nebenrolle in zwei Staffeln des Breaking Bad-Prequels Better Call Saul.

## Leben
Ben Bela Böhm machte sein Abitur am Grotenbach-Gymnasium in Gummersbach. In einer Schülerinszenierung spielte er die Hauptrolle in Molieres Komödie Tartuffe. Schon als Schüler gehörte er zum Ensemble des Schauspielstudios Oberberg.
Seine Schauspielausbildung absolvierte Ben Bela Böhm von 1996 bis 2000 am Konservatorium für Musik und Theater in Bern. Anschließend war er bis 2003 am Staatstheater Braunschweig engagiert. Nach einem Auftritt in der Serie Streit um drei erhielt Böhm eine Hauptrolle in der Serie Verschollen.
Von November 2005 bis März 2006 war Böhm in der Hauptrolle des Maximilian Grebe in Sophie – Braut wider Willen zu sehen.
Danach übernahm er Rollen in The Basil Brush Show (2007) und in Morris:A Life With Bells On neben Naomie Harris, Dominique Pinon, Derek Jacobi und Ian Hart. 2008 trat er als Nebendarsteller auf in dem Thriller Illuminati mit Tom Hanks und Armin Mueller-Stahl.
Vom 1. Mai 2009 bis zum 24. Februar 2010 war er in der ZDF-Telenovela Alisa – Folge deinem Herzen als Dr. Paul Hartmann zu sehen. Er übernahm diese Rolle von Andi Slawinski.
Im Herbst 2010 wurde Ben Bela Böhm für den TV-Spielfilm Sonntagskinder nach einem Roman von Rosamunde Pilcher engagiert, wo er als Musiker Andrew (Episodenhauptrolle) auftrat. Im Jahr 2013 kam der Film Bela Kiss: Prologue in die deutschen Kinos, in dem er die Rolle des Felix spielt.
Er lebt und arbeitet in Berlin und Los Angeles.

## Rollen

### Theater (Auswahl)
- 2000: Hamlet von William Shakespeare (Güldenstern)
- 2000: Feuergesicht von Marius von Mayenburg (Kurt)
- 2000: Troja Trilogie von Koos Terpstra (Neptolemus)
- 2000: Urmel aus dem Eis von Max Kruse (Tim Tintenklecks)
- 2001: Amadeus von Peter Shaffer (Mozart)
- 2001: Vor Sonnenuntergang von Gerhart Hauptmann (Eggert)
- 2002: Meister Eder und sein Pumuckl von Ellis Kaut (Rapper Steff Müller)
- 2002: Adam Komma Eva von Kristo Šagor (Simon)
- 2002: bash – Stücke der letzten Tage von Neil LaBute (John)
- 2003: Good Day in Hell von Rob Ballard (Judas)
- 2003: Frühlings Erwachen von Frank Wedekind (Hänschen Rilow)
- 2019: Fischer un sin Fru von Volksmund (Fischer)

### Kino und Spielfilme (Auswahl)
- 2005: Bittersweet (Kurzfilm)
- 2005: Tantalus (Kurzfilm)
- 2006: Fallbeispiel (Kurzfilm)
- 2006: Prima Stranger UK Hauptrolle
- 2007: The Red Box (Kurzfilm) Hauptrolle
- 2007: Footprints (Kurzfilm) Hauptrolle
- 2008: Angels & Demons/Illuminati (Kinofilm)
- 2011: Schweppes Hauptrolle (Kinospot)
- 2013: Béla Kiss Felix (Kinofilm)
- 2019: The Uncanny Henry (Kinofilm)

### Fernsehen
- 2005–2006: Sophie – Braut wider Willen (ARD)
- 2007: The Brasil Brush Show (BBC)
- 2009: Morris: A Life With Bells On (BBC)
- 2009–2010: Alisa – Folge deinem Herzen (ZDF)
- 2011: Rosamunde Pilcher: Sonntagskinder (ZDF)
- 2012: Mad Men
- 2018: Der Lissabon-Krimi
- 2020: Heldt
- 2019: Spides
- 2019: Inga Lindström: Auf der Suche nach dir (ZDF)
- 2020: Letzte Spur Berlin – Amöbenliebe (ZDF)
- 2020: Schloss Einstein (KiKA)
- 2021: SOKO Potsdam
- 2021: SOKO Leipzig
- 2021: SOKO Stuttgart: Der tote Graf
- 2020: Blutige Anfänger
- 2018–2020: Better Call Saul
- 2021: In aller Freundschaft – Mutige Schritte
- 2022: Der Alte – Folge 448
- 2024: WaPo Bodensee – Tödliche Lügen

## Nominierung
- 2019 SAG Awards Best Ensemble Nominierung für Best Ensemble Drama Series für Better Call Saul
- 2006 Rose D'Or Nominierung für Sophie – Braut wider Willen als beste Soap